# Domus Flandria
Domus Flandria was een urgentieprogramma van de Vlaamse regering in de periode 1992-1995. 
Als inhaaloperatie voor het geringe aantal sociale woningen dat gebouwd werd in de jaren 80, werd Domus Flandria opgezet door de Vlaamse regering op voorstel van Minister van Huisvesting Norbert De Batselier, een ambitieuze campagne voor
10.000 extra sociale woningen. Het programma was een soort publiek-private samenwerking (PPS) waarbij de bouw van de sociale woningen gecofinancierd werd door voornamelijk financiële partners.
Het vooropgestelde aantal woningen werd uiteindelijk gehaald, maar er is veel kritiek geweest op de kwaliteit van de huizen, en de kostprijs voor de overheid van de operatie.